# Diane Ellis
Diane Ellis (Los Angeles, 20 dicembre 1909 – Chennai, 15 dicembre 1930) è stata un'attrice statunitense.

## Biografia
Nata a Los Angeles, debuttò nel 1927 con il nome Dione Ellis nel film Is Zat So?. Nello stesso anno ebbe un ruolo da co-protagonista nei film Amanti per burla e Chain Lightning.
Dopo essere apparsa in altri film, recitò con Colleen Moore 
e Lilyan Tashman in Don Giovanni in gabbia (1928). 
Nel 1929 recitò in altri due film, mentre l'anno seguente apparve nel suo ultimo film, Laughter, in cui interpretò il suo ruolo più importante.
Nell'ottobre 1930 si sposò con Stephen Caldwell Millett Jr. in Francia. Solo due mesi dopo, durante una lunga luna di miele in India, si ammalò di un'infezione e morì a Madras (ora Chennai), cinque giorni prima del suo ventunesimo compleanno.

## Filmografia
- Is Zat So?, regia di Alfred E. Green (1927)
- Amanti per burla (Cradle Snatchers), regia di Howard Hawks (1927)
- Passione di principe (Paid to Love), regia di Howard Hawks (1927) - non accreditata
- Chain Lightning, regia di Lambert Hillyer (1927)
- Hook and Ladder No. 9, regia di F. Harmon Weight (1927)
- Love Is Blonde, regia di Zion Myers (1928) - cortometraggio
- Don Giovanni in gabbia (Happiness Ahead), regia di William A. Seiter (1928)
- Tutti per uno (The Leatherneck), regia di Howard Higgin (1929)
- High Voltage, regia di Howard Higgin (1929)
- Laughter, regia di Harry d'Abbadie d'Arrast (1930)